# 九峰烈士墓
九峰烈士墓，亦称“九峰烈士陵园”，位于台州市黄岩区九峰公园内，地处海拔200米的灵台峰上（旧称杨梅坪头），是台州市黄岩区文物保护单位，台州市爱国主义教育基地。

## 简介
九峰烈士墓始建于1956年，原址建在九峰公园的桃花潭旁边。1985年迁入现址。墓道口在
公园景区南麓，放置石翁仲及石马各一对。主墓道有600余石级，俗称“百步峻”，墓地埋葬着1950年代前后为国捐弃的120余位革命烈士。墓前竖有一块“革命烈士永垂不朽”的石碑。墓附近是省身园，建有明日亭，齐贤廊和清水桥。